# Oumar Mariko
Oumar Mariko (Bafoulabé, 4 februari 1959) is een Malinees arts en politicus.

## Biografie
Tijdens zijn lyceumtijd was Mariko van 1978 tot 1979 bestuurlijk actief in de Union des élèves étudiants du Mali (UNEEM). Van 1979 tot 1980 was hij lid van het organisatiebureau van de unie. Hij was een van de oprichters van de Association des élèves et étudiants du Mali en de algemeen-secretaris van deze unie van 1990 tot 1992. Mariko leidde in 1991 de protesten die uiteindelijk leidden tot de omverwerping van de regering van Moussa Traoré.
Samen met Cheick Oumar Sissoko richtte hij in 1996 de partij Afrikaanse Solidariteit voor Democratie en Onafhankelijkheid op. Zowel in 2002 als in 2007 kandideerde hij zich tevergeefs voor het presidentschap.
In december 2021 werd Oumar Mariko gearresteerd wegens "beledigende opmerkingen" tegen Choguel Maïga en premier van Mali.